# Le Restaurant Rispal à Asnières
Le Restaurant Rispal à Asnières est une peinture à l'huile sur toile de Vincent van Gogh (1853-1890) conservée à Kansas City (États-Unis) au Nelson-Atkins Museum of Art. Composée en 1887, cette œuvre mesure 73 × 60 cm,.

## Histoire
Vincent van Gogh habite à cette époque à Paris chez son frère Théo, rue Lepic. Il aime se rendre à Asnières, dans la proche banlieue du nord-ouest de la capitale située sur les bords de Seine, notamment à la belle saison. Il écrit d'ailleurs plus tard à sa sœur Willemina qu'il y « a découvert la couleur. »
Van Gogh peint aussi en 1887 Le Restaurant de la Sirène à Asnières (musée d'Orsay) et une autre version de ce sujet conservée aujourd'hui à Oxford à l'Ashmolean Museum, ainsi que L'Extérieur d'un restaurant à Asnières (musée Van Gogh d'Amsterdam, 1887).

## Description
Van Gogh s'inspire ici du pointillisme dans l'interprétation de ce restaurant des bords de Seine destiné à une population laborieuse.
Ce tableau a été décrit par Jacob Baart de la Faille, sous le numéro de catalogue 355.

## BIbliographie
- (en) Jan Hulsker, The Complete Van Gogh, no 1266, Oxford, éd. Phaidon, 1980